# Agostinho Manuel de Vasconcelos
D. Agostinho Manuel de Vasconcelos (Évora, 1584 - Lisboa, Rossio, 29 de agosto de 1641) foi um escritor, historiador e político português do século XVII. Acusado de conspirar contra o rei D. João IV, foi condenado à morte e executado.

## Biografia
Nasceu em Évora, no ano de 1584, filho de Rui Mendes de Vasconcelos Casco, 6.º senhor do morgado de Machede (Évora) e de D. Ana de  Noronha, filha de D. Gomes de Melo, copeiro-mor do Infante D. Duarte e alcaide-mor de Lamego.
Foi cavaleiro professo da Ordem de Cristo e bacharel formado em Cânones pela Universidade de Coimbra, em 7 de dezembro de 1623. Estudou também Direito civil na Universidade de Salamanca.
Em 1625, sucedeu a seu irmão D. Diogo de Vasconcelos como 8.º morgado de Machede. Muito próximo do duque de Bragança, D. Teodósio, redigiria o seu testamento, no ano de 1628.
Foi considerado um dos mais relevantes historiadores da sua época, tendo escrito em língua castelhana 3 obras sobre as ações de outras tantas figuras-chave da História de Portugal: D. Duarte de Meneses, 3.º conde de Viana, Filipe I de Portugal e o rei D. João II, sendo esta última biografia traduzida também para a língua francesa e publicada em Paris, em 1641. A propósito deste livro, o escritor D. Francisco Manuel de Melo escreveu - em carta dirigida ao governador do bispado de Portalegre, Manuel Temudo da Fonseca, na qual comenta vários autores portugueses - que "fora tão feliz esta obra, como infeliz o seu autor". 
De facto, teve um fim trágico; pois, acusado de tomar parte na conspiração do Marquês de Vila Real contra o rei D. João IV, foi condenado à morte e degolado no Rossio, em 29 de agosto de 1641. 
Porém, poucos meses antes, em maio do mesmo ano, havia publicado em LIsboa (também em castelhano, tal como suas anteriores obras) um manifesto em apoio à aclamação de D. João IV. Esta contradição entre a sua posição pública e o crime de traição, por que foi acusado e condenado, levou o historiador Francisco José Caeiro, académico correspondente da Academia Portuguesa de História, a publicar no ano de 1972 um estudo em que procura reabilitar D. Agostinho, apresentando provas que sustentariam a sua inocência e possibilitariam ainda a "reavaliação da obra de um historiador independente, corajoso e de estilo muito elegante".
A sua obra em apologia a D. João IV acabaria por ser traduzida e publicada em português, no ano de 1956.

## Família
Era parente próximo do escritor D. Francisco Manuel de Melo, sendo ambos descendentes de D. Gomes de Melo, o acima referido alcaide de Lamego; Francisco, seu bisneto por varonia e Agostinho seu neto materno. Os dois primos, por via do antepassado comum D. Gomes de Melo, descendiam também da família Manuel de Vilhena, senhores de Cheles, motivo pelo qual usavam o apelido Manuel.
Quanto aos Cascos, senhores do morgado de Machede, de que D. Agostinho fora o 8.º titular, haviam trocado o seu apelido original pelo "mais afidalgado" de Vasconcelos, que lhes provinha por via de seu antepassado em linha feminina Lourenço Mendes de Vasconcelos (c. 1400 - c. 1460), senhor da Honra de Nomães (em Ruivães, julgado de Vermoim).
D. Agostinho casou 2 vezes - a primeira das quais com sua prima D. Margarida de Mendonça, filha do governador de Ceilão, Constantino de Sá de Noronha - mas não deixou descendência de nenhum dos casamentos, tendo o morgadio de Machede sido na sequência transferido, por sentença judicial, para um seu distante parente, residente em Estremoz.

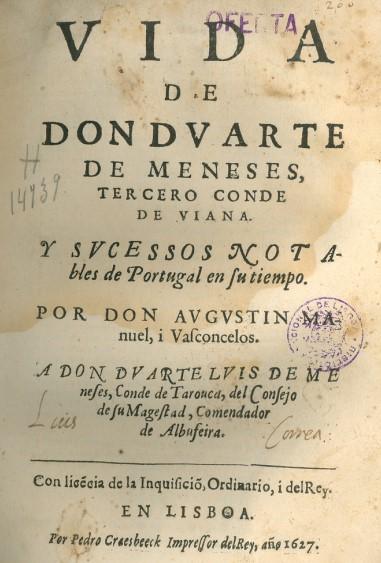
Capa do livro Vida de D. Duarte de Meneses, escrito em castelhano por D. Agostinho Manuel de Vasconcelos e publicado em LIsboa em 1627

## Obras publicadas
- Vida de Don Duarte de Meneses, tercero Conde de Viana, y sucessos notables de Portugal en su tiempo, Lisboa, 1627, editado por Pedro Craeesbeck[8]

- Vida y aciones del Rey don Juan el Segundo, Madrid 1639 (tradução francesa publicada em Paris, 1641)

- Succession del Rey Don Felipe el Segundo en la Corona de Portugal, Madrid, 1639

- Manifiesto en la aclamación de Don Juan IV, Lisboa, 1641, edição de Manuel da Silva